# Michael Häupl
Michael Häupl (født 14. september 1949 i Altlengbach, Niederösterreich) er en østrigsk politiker og var borgmester og Delstatsformand for Wien 1994 til 2018.
Han studerede biologi og zoologi ved Wien Universitet og var i årene 1975-1983 akademisk assistent ved Naturhistorisk Museum Wien. Allerede under hans studier blev han politisk engageret, idet han indgik i Forbund for Socialistiske Studerende i Østrig (VSStÖ, SPÖ's studenterorganisation), for hvilke han var formand fra 1975 til 1978. Fra 1983 til 1988 var han medlem af byrådet i Wien og indtil 1994 byens miljø- og sportudvalgsformand. Häupl efterfulgte Helmut Zilk i 1993 som partiformand for SPÖ og den 7. november 1994 blev han borgmester i Wien.
Med en periode på 23 år, 6 måneder og 16 dage var han den længst fungerende demokratisk valgte borgmester i Wiens historie. Varigheden af hans embedsperiode blev også kun overskredet af Josef Georg Hörls (1722−1806). Han var borgmester fra 16. februar 1773 til 30. oktober 1804.
Den 9. maj 2016 erklærede han, at Faymann ville afgå fra kontoret som kansler og formand for SPÖ. Häupl overtog partiformanden indtil videre. På den ekstraordinære SPÖ-partikonference den 25. juni 2016 blev Kern valgt til partiformand.